# NGC 591
NGC 591 é uma galáxia espiral barrada (SB0-a) localizada na direcção da constelação de Andromeda. Possui uma declinação de +35° 40' 06" e uma ascensão recta de 1 horas, 33 minutos e 31,1 segundos.
A galáxia NGC 591 foi descoberta em 30 de Novembro de 1885 por Lewis A. Swift.